# Мазаролис (Удине)
Мазаролис је насеље у Италији у округу Удине, региону Фурланија-Јулијска крајина.
Према процени из 2011. у насељу је живело 122 становника. Насеље се налази на надморској висини од 656 м.